# Pałac Przebendowskich w Wejherowie
Pałac Przebendowskich w Wejherowie – zabytkowy pałac w Wejherowie. 
Został zbudowany w XVIII i XIX wieku. W latach 1767–1782 majątek należał do rodu Przebendowskich. Następnie do 1790 właścicielem pałacu był angielski kupiec Aleksander Gibson. W 1790 majątek przeszedł w ręce Keyserlingków i należał do nich do 1945 roku. Po wojnie w pałacu mieściły się: Technikum Leśne, internat i przedszkole. W 1995 pałac został siedzibą Muzeum Piśmiennictwa i Muzyki Kaszubsko-Pomorskiej.

## Opis
Parterowy pałac, na wysokiej podmurówce, kryty dachem naczółkowym. Główne wejście, do którego prowadzą schody, umieszczone centralnie pod piętrowym szczytem schodkowym (uskokowym). Po bokach skrzydła wysunięte ku przodowi, również ze szczytami schodkowymi skierowanymi frontowo. W szycie nad wejściem kartusz z herbem rodziny Keyserlingk.

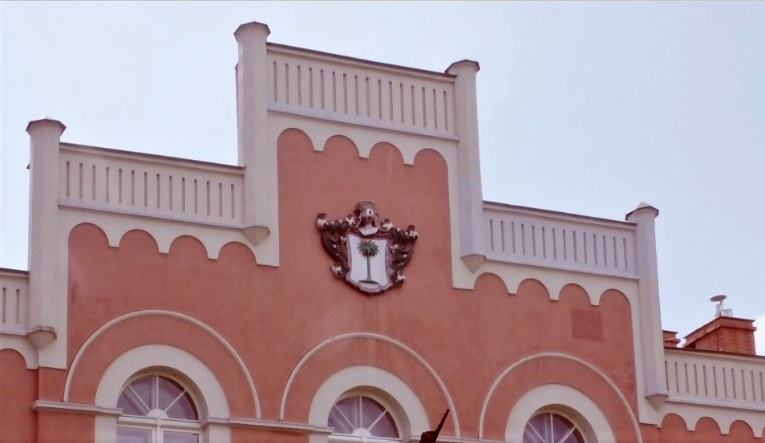
Szczyt z herbem
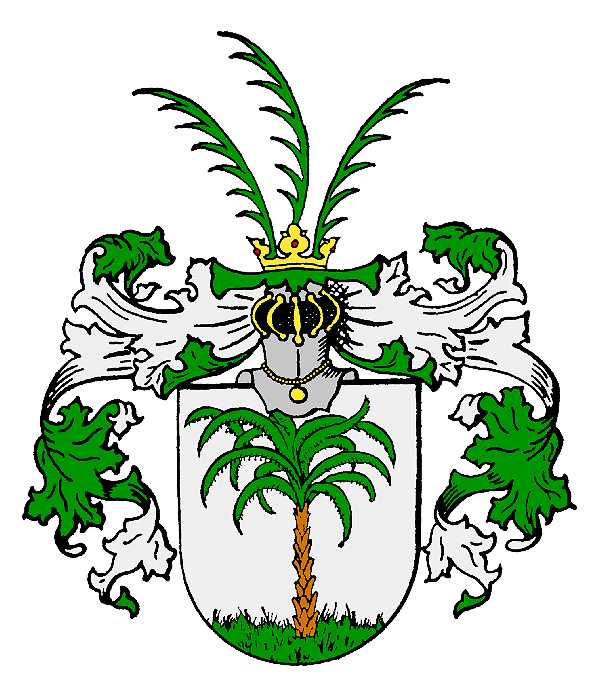
Herb von Keyserlingk